# Független résztvevők a 2012. évi nyári olimpiai játékokon
A nagy-britanniai Londonban megrendezett 2012. évi nyári olimpiai játékokon a curaçaói és a dél-szudáni sportolók független résztvevőkként (angolul: Independent Olympic Athletes – IOA) indultak. 3 sportágban 4 sportoló vett részt, akik érmet nem szereztek.

## Atlétika
Férfi
| Versenyző           | Nemzet     | Versenyszám | Előfutam | Előfutam | Előfutam | Elődöntő | Elődöntő | Elődöntő | Döntő   | Döntő    |
| Versenyző           | Nemzet     | Versenyszám | Idő      | Hely.    | Össz.    | Idő      | Hely.    | Össz.    | Idő     | Helyezés |
| ------------------- | ---------- | ----------- | -------- | -------- | -------- | -------- | -------- | -------- | ------- | -------- |
| Liemarvin Bonevacia | Curaçao    | 400 m       | 45,60    | 3.       | 22.      | 1:36,42  | 8.       | 24.      | kiesett | kiesett  |
| Guor Marial         | Dél-Szudán | Maraton     |          |          |          |          |          |          | 2:19:32 | 47.      |

## Cselgáncs
Férfi
| Versenyző         | Nemzet  | Versenyszám | Selejtező         | 32-es főtábla                        | Nyolcaddöntő      | Negyeddöntő       | Elődöntő          | Vigaszág elődöntő | Bronz- mérkőzés   | Döntő             | Helyezés |
| Versenyző         | Nemzet  | Versenyszám | Ellenfél Eredmény | Ellenfél Eredmény                    | Ellenfél Eredmény | Ellenfél Eredmény | Ellenfél Eredmény | Ellenfél Eredmény | Ellenfél Eredmény | Ellenfél Eredmény | Helyezés |
| ----------------- | ------- | ----------- | ----------------- | ------------------------------------ | ----------------- | ----------------- | ----------------- | ----------------- | ----------------- | ----------------- | -------- |
| Reginald de Windt | Curaçao | Váltósúly   | erőnyerő          | Ivan Nyifontov (RUS) · 000(4)–100(0) | kiesett           | kiesett           | kiesett           |                   |                   |                   | 17.      |

## Vitorlázás
| Versenyző             | Nemzet  | Versenyszám  | Futam | Futam | Futam | Futam | Futam | Futam | Futam | Futam | Futam | Futam | Futam   | Pontszám | Helyezés |
| Versenyző             | Nemzet  | Versenyszám  | 1     | 2     | 3     | 4     | 5     | 6     | 7     | 8     | 9     | 10    | É       | Pontszám | Helyezés |
| --------------------- | ------- | ------------ | ----- | ----- | ----- | ----- | ----- | ----- | ----- | ----- | ----- | ----- | ------- | -------- | -------- |
| Philipine van Aanholt | Curaçao | Laser radial | 36    | 38    | 38    | 29    | 33    | 37    | 16    | 27    | (42*) | 37    | kiesett | 291      | 36.      |

* - kizárták